# Сирс, Джордж
Джордж Вашингтон Сирс (англ. George Washington Sears, 2 декабря 1821 — 1 мая 1890 года), известен под псевдонимом Нессмук (на языке наррагансетт Nessmuk) — американский путешественник, писатель и поэт, популяризатор водных путешествий и сверхлёгкого кемпинга, один из первых сторонников охраны природы.
Джордж Сирс вырос в штате Массачусетс, с детства дружил с индейцами, давшими ему прозвище Нессмук, ставшее позже его литературным псевдонимом. Работал на фабрике, три сезона ходил на китобойный промысел. Очарованный героями произведений Чарльза Диккенса,
много путешествовал по Среднему Западу США, Канаде и Бразилии.
Небольшого роста (около 160 см) и веса (47 кг), к тому же больной туберкулезом и астмой, Джордж Сирс совершил одиночное 428-километровое путешествие на открытом каноэ по озёрам Адирондака, считавшимися климатически благоприятными для больных туберкулёзом.
В 1880-х годах Джордж Сирс пишет статьи для журнала о туризме, охоте и рыбалке «Forest and Stream». В 1884 году впервые вышла в свет книга Нессмука «Woodcraft and Camping», переиздававшаяся множество раз вплоть до настоящего времени. Книга стихов, «Forest Runes», издана в 1887 году.
В честь Джорджа Сирса названа гора Нессмук на севере Пенсильвании. Универсальный походный нож, популяризированный Сирсом, изготавливается многими производителями (часто с названием «Нессмук»).